# Lübecker Rathaus

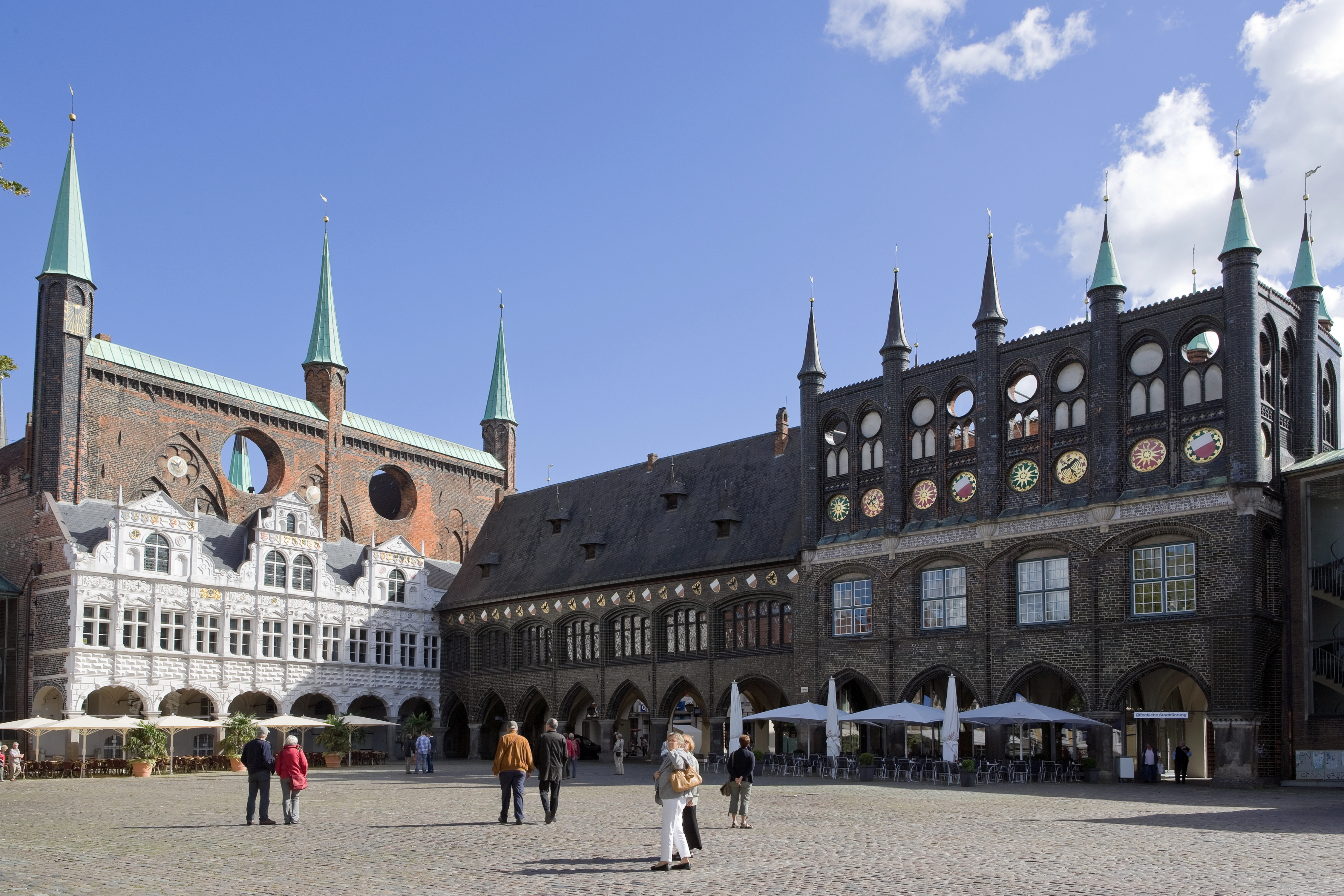
Lübecker Rathaus, Ansicht vom Markt

Das Rathaus der Hansestadt Lübeck zählt zu den bekanntesten Bauwerken der Backsteingotik. Es ist eines der größten mittelalterlichen Rathäuser in Deutschland.

## Baugeschichte

### Lohhaus
Das älteste Rathaus  Lübecks wurde im 1225 oder 1226 entstandenen Urkodex V des Lübischen Rechts erwähnt, der selber nur als Rekonstruktion erhalten ist. Das an der Nordwestecke des Marktes gelegene Haus wurde schon 1250 den Gerbern überlassen und seither Lohhaus genannt. Nach mehrfachen Umbauten wurde es schließlich 1872 abgerissen. Über seine Gestalt als Rathaus ist außer der Grundfläche von 8 × 10 m nichts bekannt.

### Romanischer Gruppenbau
An der Stelle seines heutigen Hauptgebäudes wurde das Rathaus um 1240 errichtet.
Zunächst war es ein spätromanischer Gruppenbau aus drei Giebelhäusern. Als der Neubau 1251 ausbrannte, hatte wohl erst das östliche Teilgebäude die Gestalt eines hohen Giebelhauses. Teile seines Südgiebels mit erkennbarer Kontur des alten Dachstuhls sind im östlichen Teil der Schildmauer rechts hinter dem Laubenvorbau (nördlich von Markt und Langem Haus) auszumachen. Dieser Teil diente zunächst als Gewandhaus. Wie Spuren in der Schildwand erkennen lassen, war das Obergeschoss in den übrigen Teilen niedriger. Auch Kellergewölbe des Gruppenbaus sind noch erhalten. Heute gehören sie zum Ratskeller.

### Frühgotik

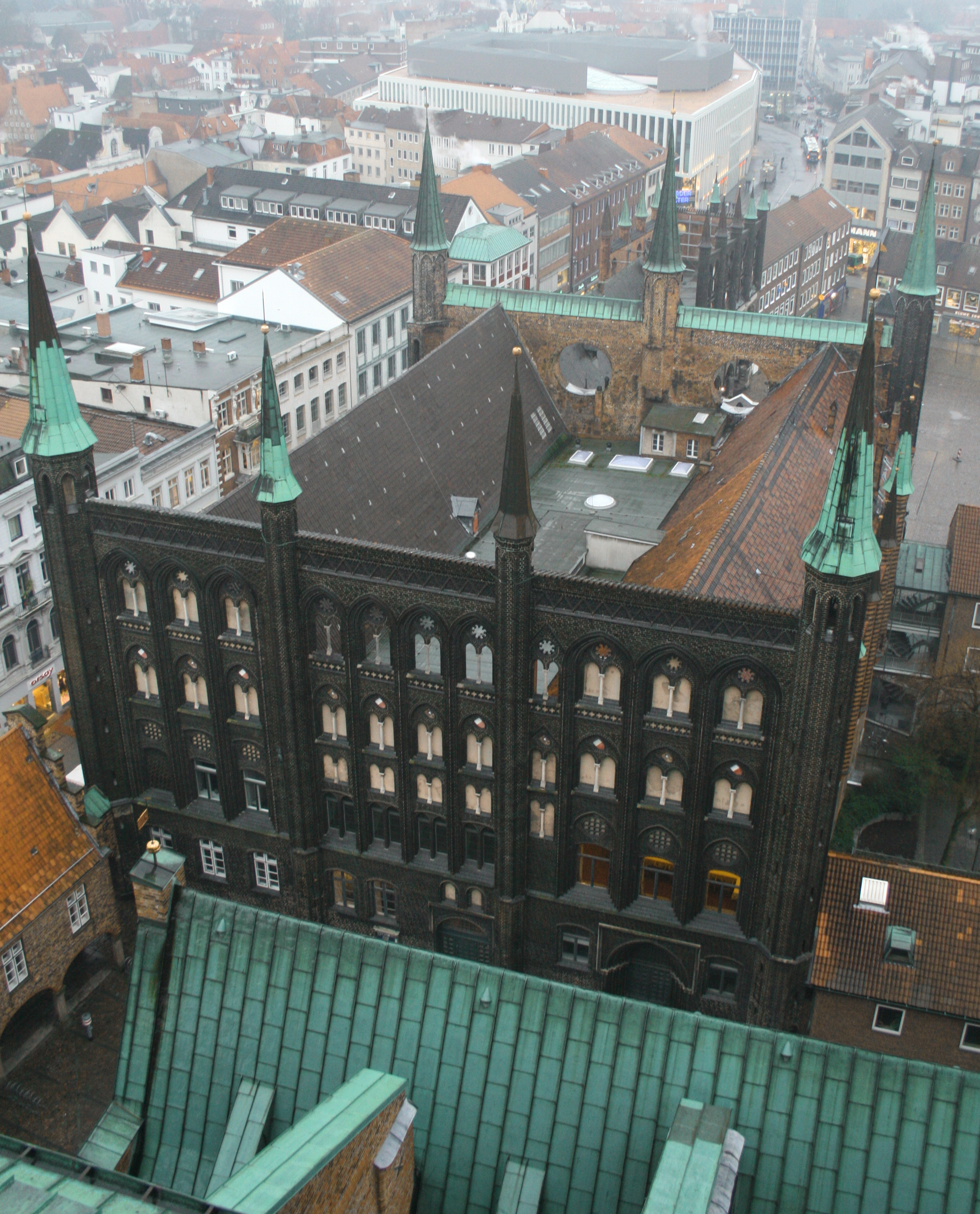
Hauptgebäude des Rathauses vom Dach der Marienkirche: vorn die 1888 rekonstruierte nördliche Schauwand

Nach dem Stadtbrand von 1251, der auch das Rathaus beschädigt hatte, erfolgten erhebliche Umbauten. Südgiebel und Nordgiebel wurden zu monumentalen Schildwänden zusammengefasst. Die nördliche Schildwand ist heute eine Rekonstruktion (s. u.). Sowohl die Maßwerkblenden der südlichen Schildwand als auch das Maßwerk in den Luftfenstern der nördlichen haben noch frühgotische Züge, indem es zwischen Spitzbögen und Rundscheiben noch ungegliederte Flächen gibt. Heute großenteils vom Laubenvorbau verdeckt und durch den Mittelturm entstellt, ist sie mit großen Blindfenstern mit Maßwerk nach französischem und flämischem Vorbild geschmückt.
Im Inneren wurden die Funktionen verlagert, die Räume des Rates kamen in die bisherige Tuchhalle, der Tuchhandel in die Kellergewölbe. Schon vor oder um 1260 wurde vor die Schildmauer eine zweigeschossige gewölbte Vorlaube mit Flachdach gesetzt, deren östliche beide Joche heute das Bindeglied zwischen Haupttrakt und Langem Haus bilden. Die Laube war Ort des städtischen, zunächst aber unter Aufsicht des Vogtes tagenden Gerichtes. Das mittlere Teilgebäude war 1290 zum Hof zwischen den beiden äußeren geworden, mit Nischen für Händler, der allerdings später wieder überdacht und zum Lagerraum wurde. Kurz vor Ende des 13. Jahrhunderts erhielt das Rathaus zum Marienkirchhof hin einen langgestreckten Anbau, der als Grawanthus dem Handel mit billigem grauen Tuch diente, von dem aber nur noch die Kellergewölbe erhalten sind.

### Spätgotische Erweiterungen und Umbauten

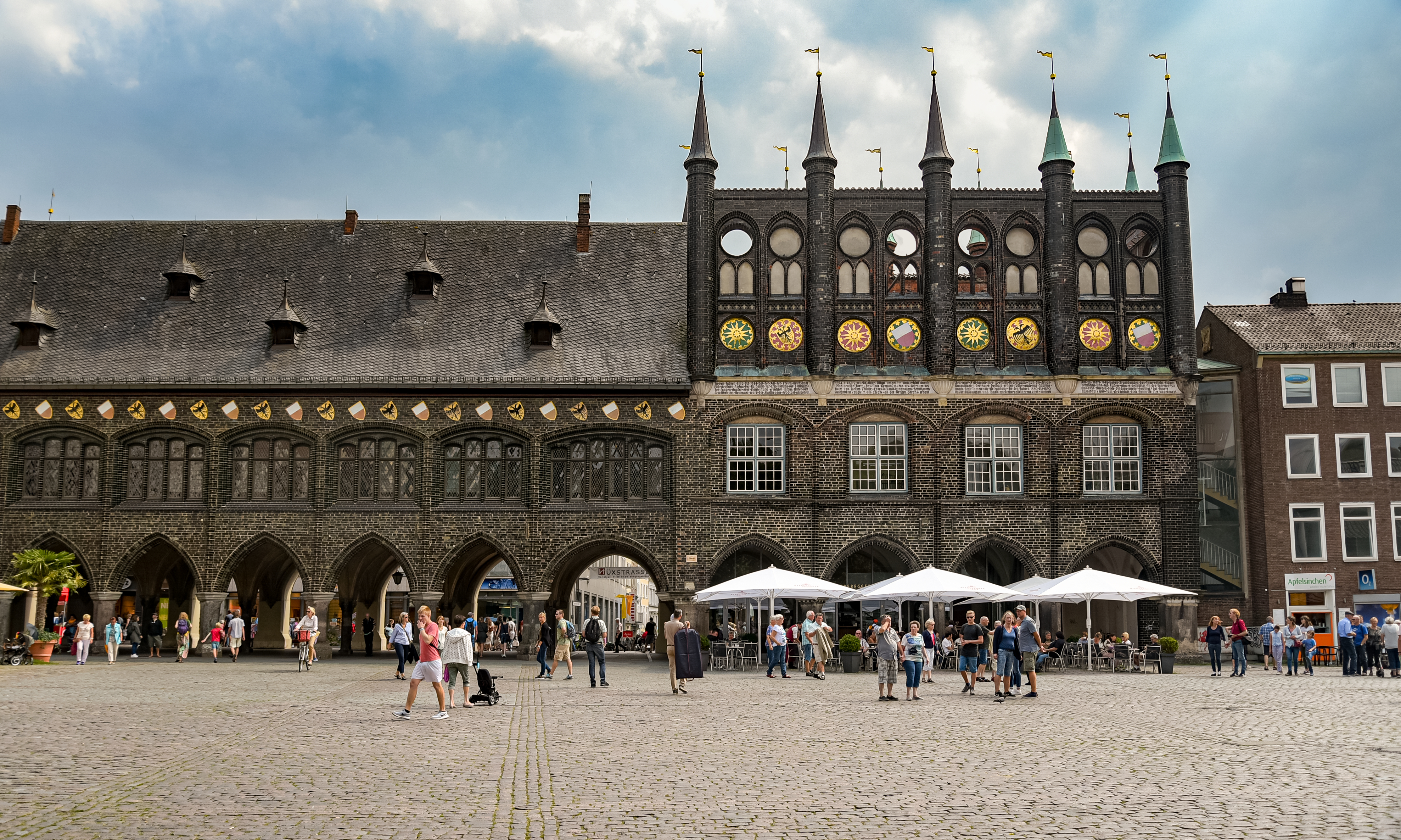
Langes Haus und Neues Gemach (rechts) vom Markt, Wappenschilde aus Blech überdecken gotische Originale aus Eichenholz

Vor die Laube wurde nach 1298 das Lange Haus zwischen Markt und Heumarkt (heute Teil der Breiten Straße) errichtet. Dessen Erdgeschoss war eine offene Gewölbehalle, zunächst mit Backsteinsäulen, in der die Buden der Goldschmiede standen. Darunter gibt es Kellergewölbe, die erst dem Tuchhandel, dann als Weinlager dienten. Der Löwensaal im Obergeschoss hatte ein hölzernes Tonnengewölbe und diente erst als Ratssaal, dann als Festsaal (Danzelhus).
Um 1340 wurde das Hauptgebäude des Rathauses außer der Schildwand abgebrochen und bis 1350 durch einen Neubau ersetzt. Herausragend daran ist die allerdings im 18. und im 19. Jahrhundert veränderte Fassade zur Breiten Straße, die mit der Betonung der Horizontalen durch breite Friese und dem Fehlen vertikaler Akzente wie ein Vorgriff auf spätere Stile erscheint. Hinter den 14 Fenstern des Obergeschosses erstreckte sich der Hansesaal. Die Laube vor dem Haupteingang trug – bis Mitte des 20. Jh. – den Senatsbalkon, von dem in sog. Burspraken der Allgemeinheit Gesetze und andere Beschlüsse des Senats verkündet wurden. Die Zerstörung des Neubaus durch einen Großbrand 1358 erforderte einen Wiederaufbau insbesondere des Dachstuhls und anderer hölzerner Bauteile. Die Nordwand zum Marienkirchhof war die erste am Lübecks Rathaus mit vielfach durchbrochener Schauwand, wurde allerdings im 19. Jahrhundert erst Schritt für Schritt abgebrochen und dann in Annäherung durch einen Nachbau ersetzt.
Etliche Jahre vor 1434 hatte die Laube zum Markt ein Schleppdach erhalten.
Um 1435 gab der Ratsbaumeister Peck der alten Schildwand ihre heutige Gestalt mit drei Türmen. Anschließend errichtete er südlich an das Lange Haus anschließend in detailfreudiger Spätgotik das Neue Gemach mit seinen Schauwänden zum Markt und zur Breiten Straße. Auch hier war das Erdgeschoss eine zum Markt hin offene Halle zum Einbau von Buden. Außerdem befand sich dort die Ratswaage.
Ab 1483 wurde, zunächst mit nur fünf der heute 22 Joche, das Kanzleigebäude errichtet.

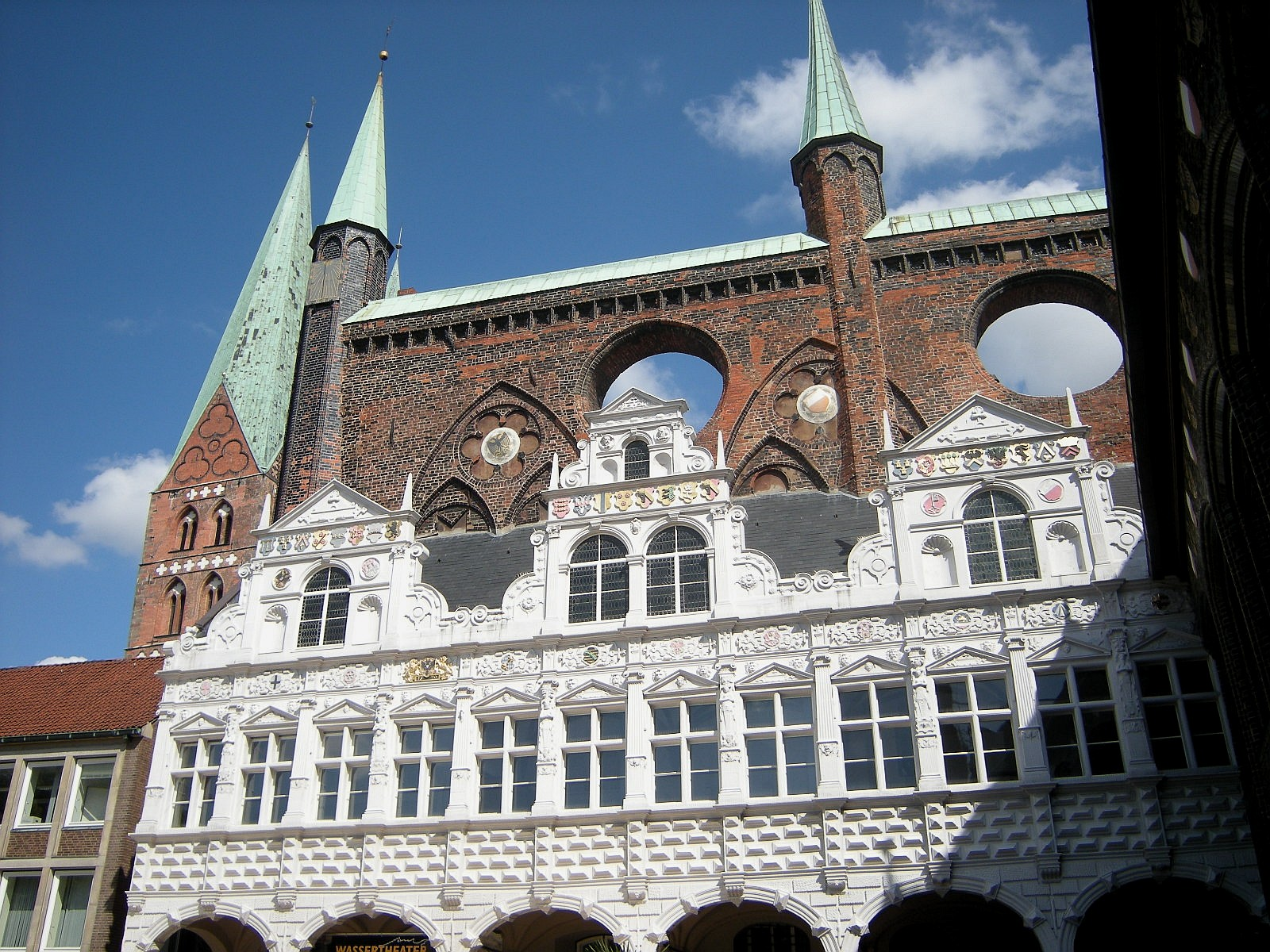
Renaissancelaube und gotische Schildwand

### Renaissance
1570 bis 1572 wurde an der Nordseite des Marktes der freiliegende Teil des gotischen Laubenvorbaus durch den heutigen im Stil der Renaissance ersetzt. Säulen aus Granit tragen die Giebel aus Sandstein, die von den flämischen Bildhauern Hans Fleminck und Hercules Midow (1570–1572) geschaffen wurden. Nach Westen haben die Etagen über der Laube Ziegelmauerwerk. Unter dem Langen Haus wurden die mittlere und die marktseitige Säulenreihe ersetzt; ursprünglich aus Backstein, sind auch sie seither aus Granit. 1594 erhielt das Neue Gemach die von dem flämischen Bildhauer Robert Coppens im Niederländischen Stil errichtete Renaissancetreppe an der Breiten Straße. Sie führte zu der in selbiger Zeit von Tönnies Evers dem Jüngeren gestalteten so genannten Kriegsstube, dem dann prächtigsten Raum des Rathauses. Der Name des Saales zeigt, dass die Hanse nicht nur Einfluss auf die Wirtschaft hatte, sondern auch auf die Politik und oftmals über Krieg und Frieden entschied.

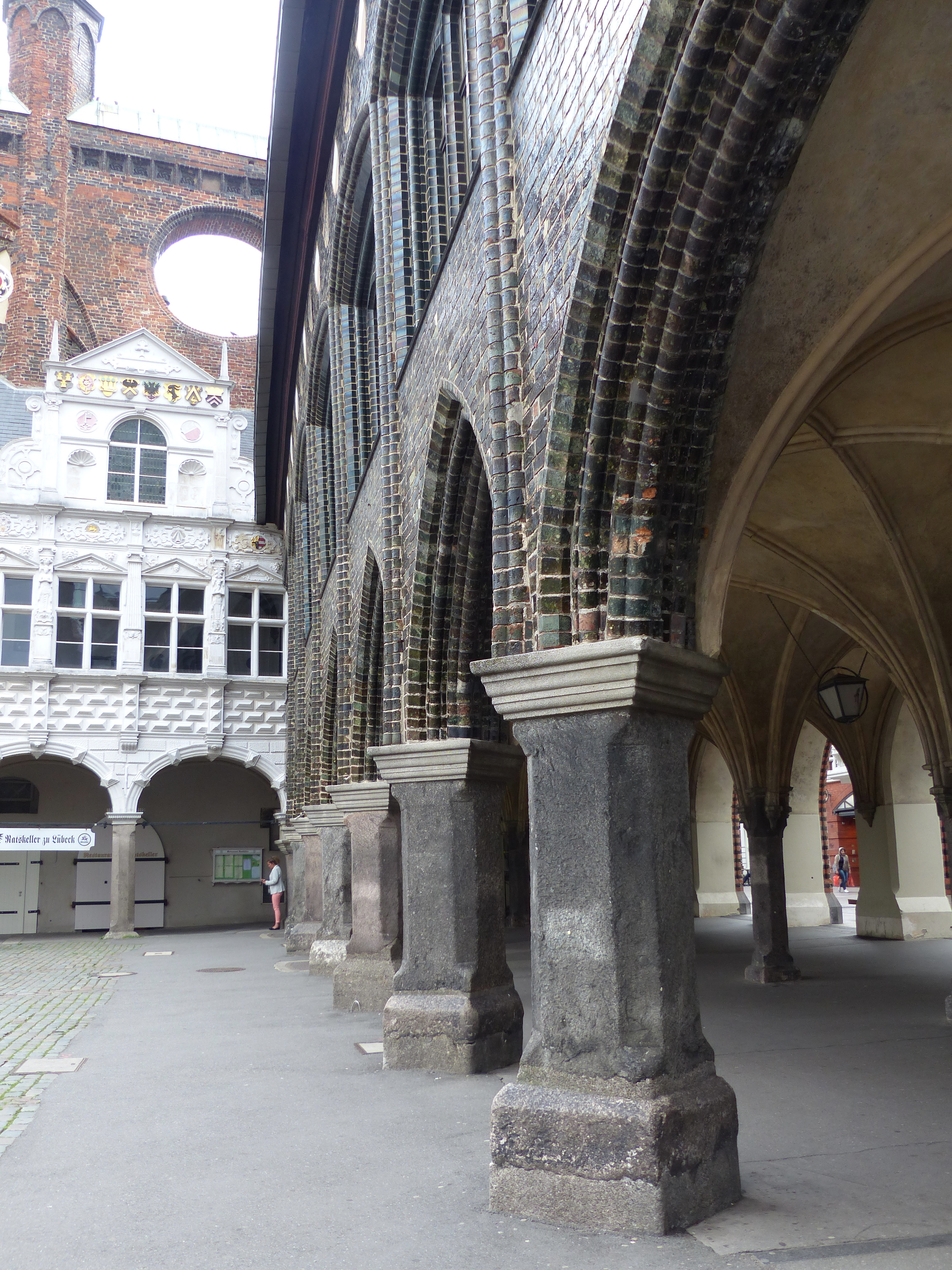
Marktseite des Langen Hauses: Granitpfeiler aus der Renaissance tragen gotisches Backsteingemäuer
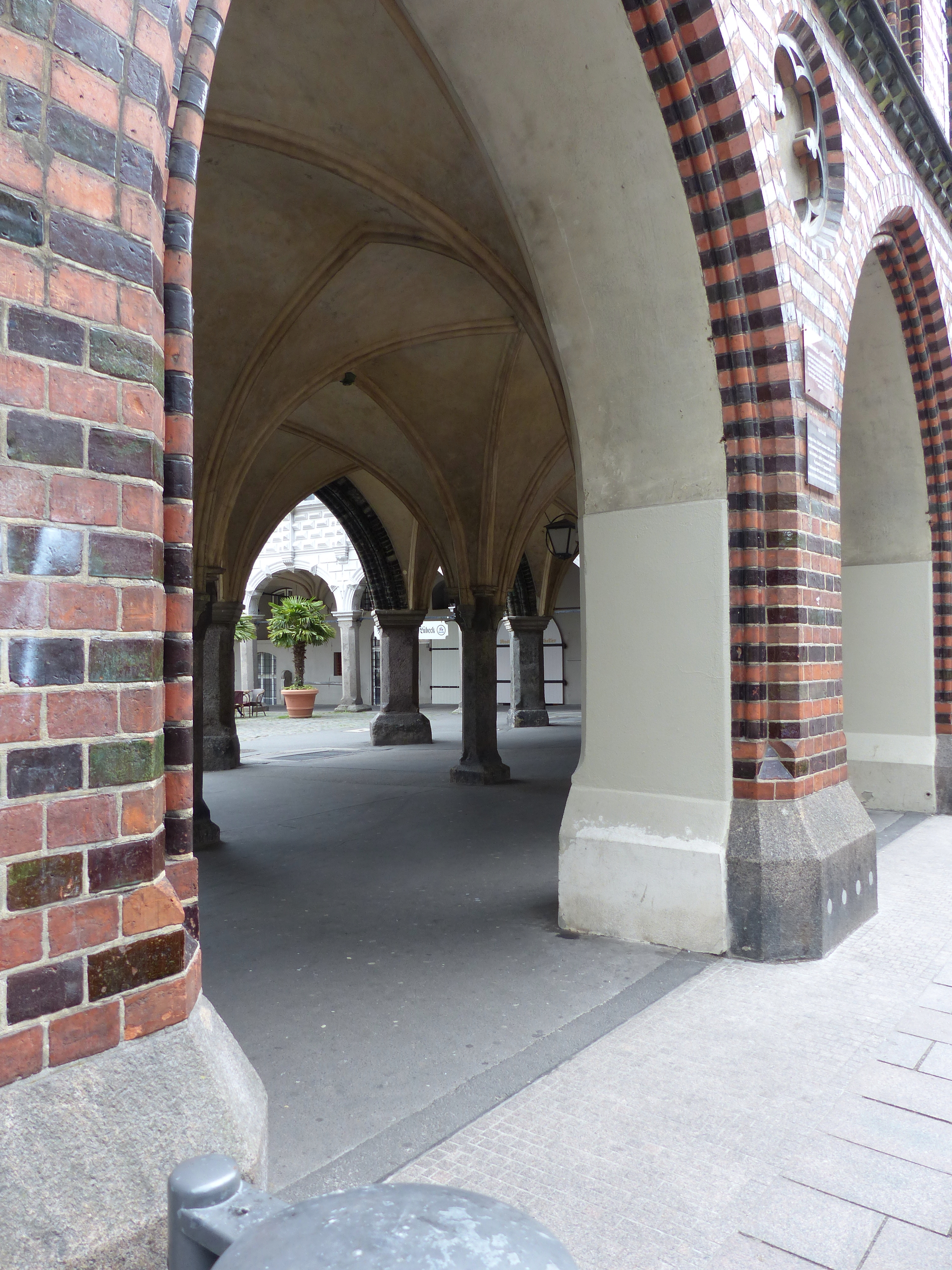
Offene Halle unter dem Langen Haus, von der neugotischen Arkade an der Breiten Straße zum Ratskeller
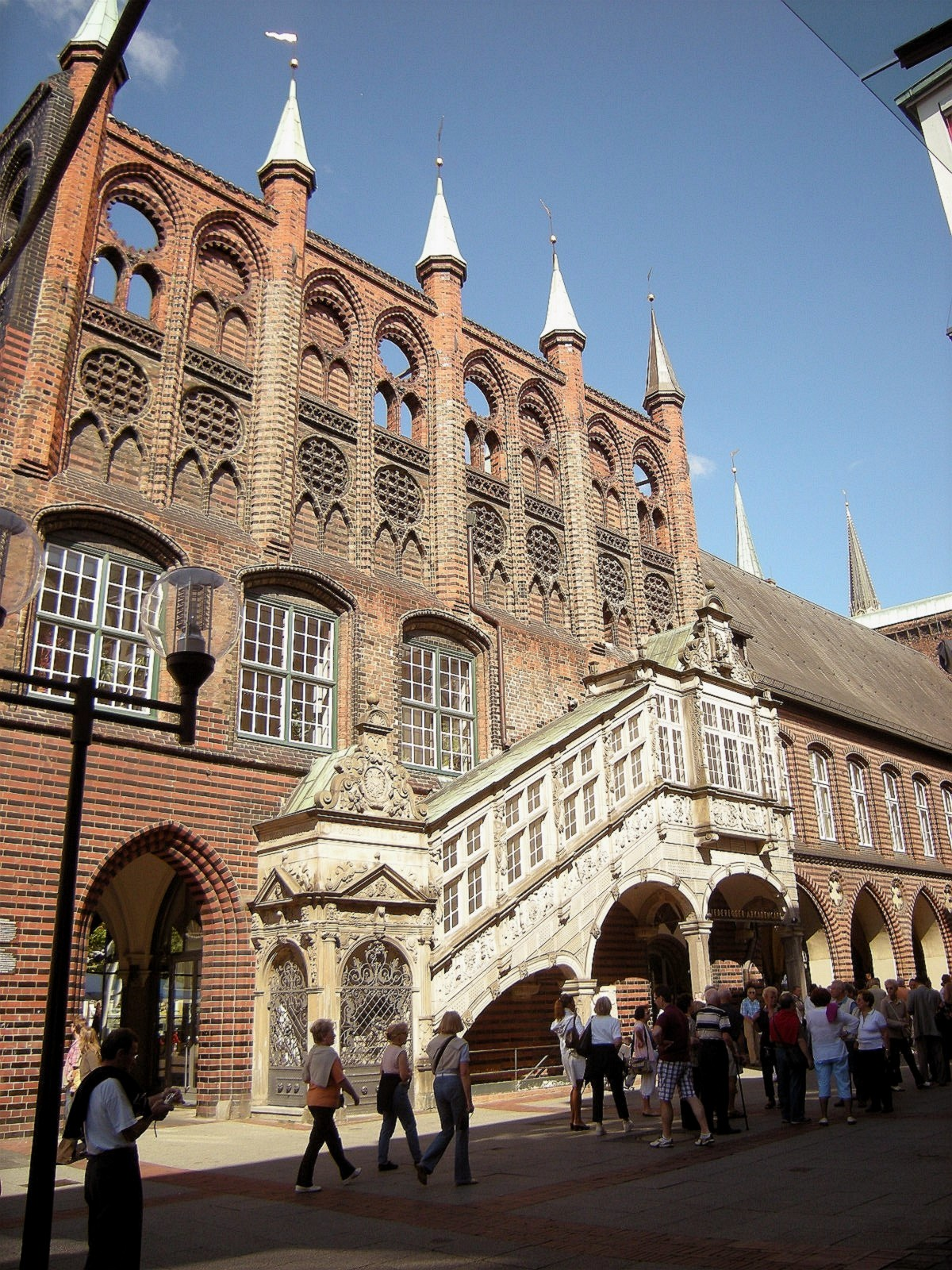
Neues Gemach mit Renaissancetreppe und Langes Haus von der Breiten Straße
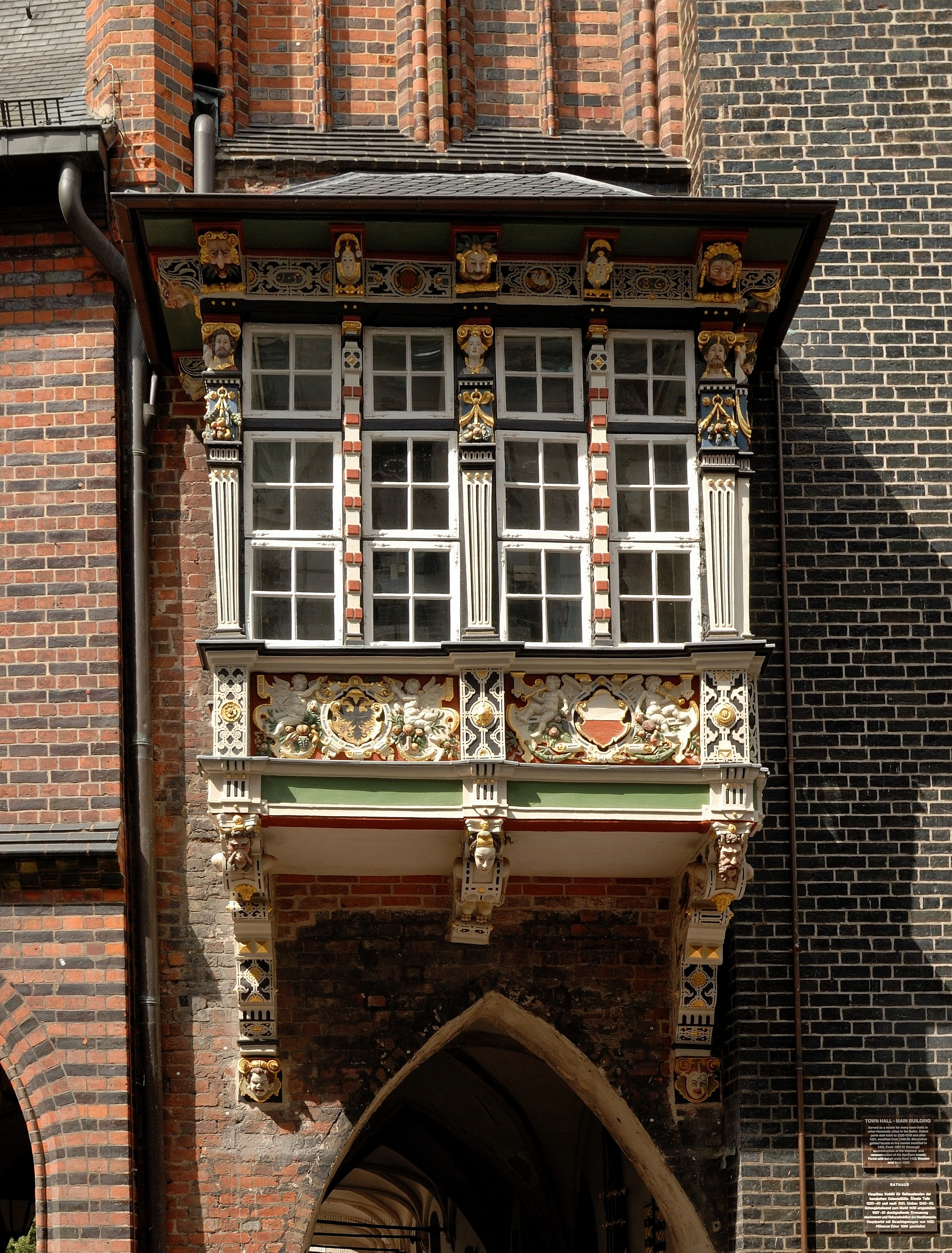
Renaissanceerker zur Breiten Straße an der Schmalseite des ersten Laubenvorbaus (rechts Hauptgebäude, links Langes Haus)
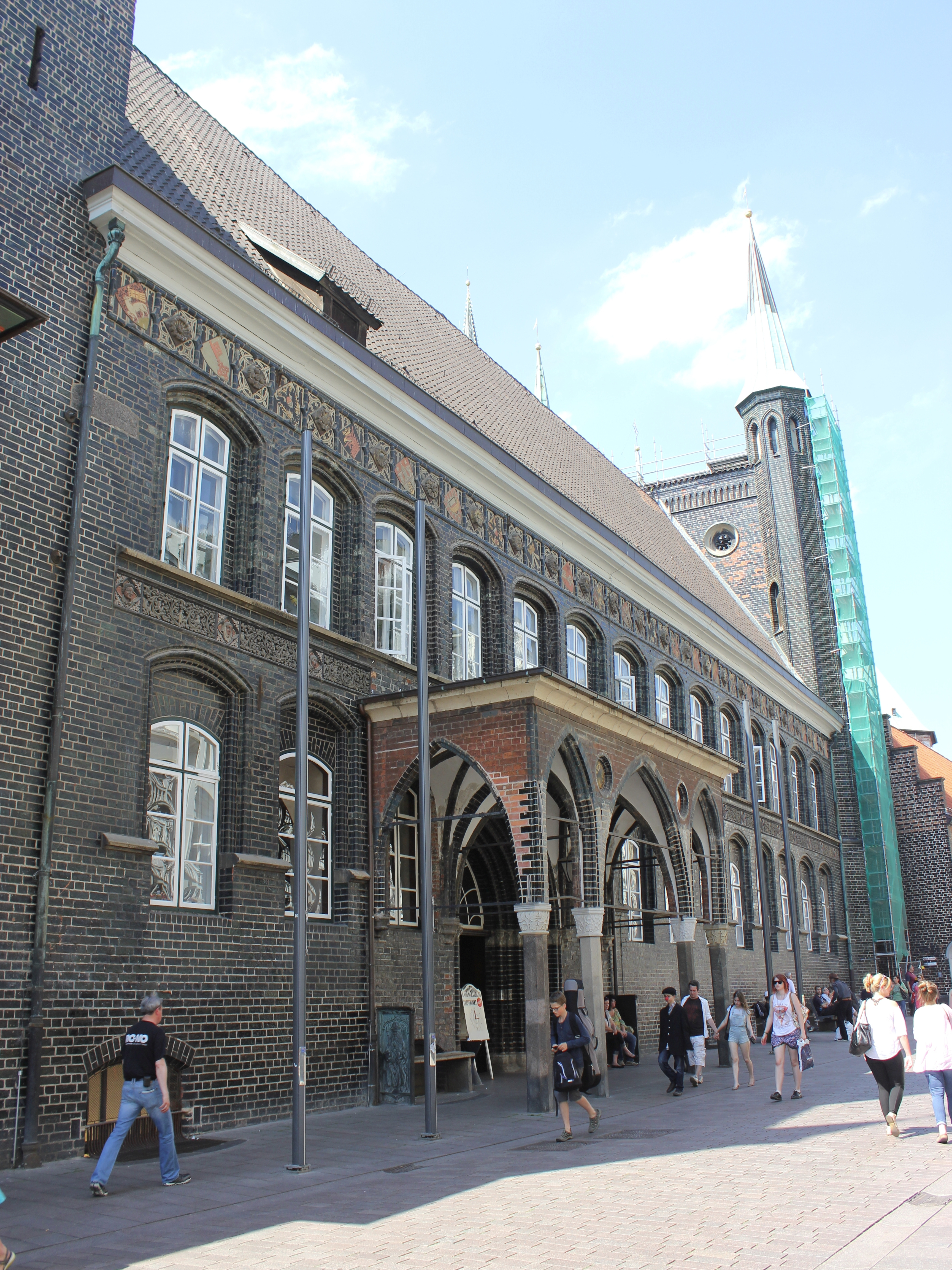
Breite Straße, Hauptgebäude: Erdgeschossfenster im 18. Jh. abgesenkt, Wandklinker nach 1880 ausgetauscht

### 18. Jahrhundert
Um den gotischen Ratssaal im Hochparterre an der Breiten Straße zum Audienzsaal im Rokokostil umzugestalten, wurden um 1750 die Erdgeschossfenster tiefergesetzt. Der etwa gleichzeitig eingerichtete Börsensaal im westlichen Teil des Hauptgebäudes erstreckte sich über zwei Stockwerke. Schon im 18. Jahrhundert wurden auch die oberen Teile der der Marienkirche zugewandten Schaufassade wegen Einsturzgefahr abgetragen. Daher wurden viele Details bei deren Wiederherstellung im 19. Jahrhundert frei erfunden.

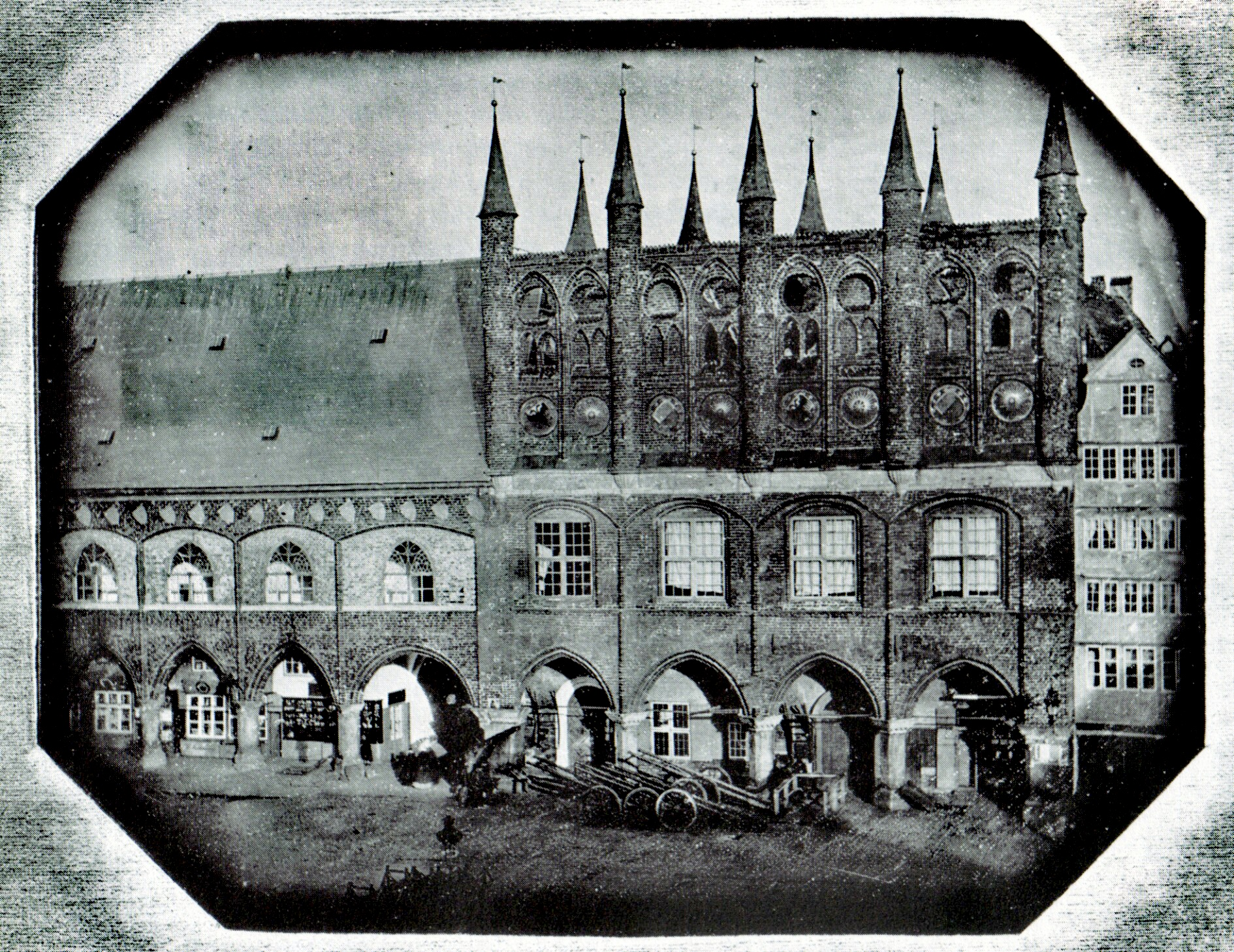
Daguerreotypie vor 1847 von J. W. Pero: Langes Haus mit Spitzbogenfenstern des Verbindungsgangs in zugemauerten breiten Fenstern des vormaligen Löwensaals
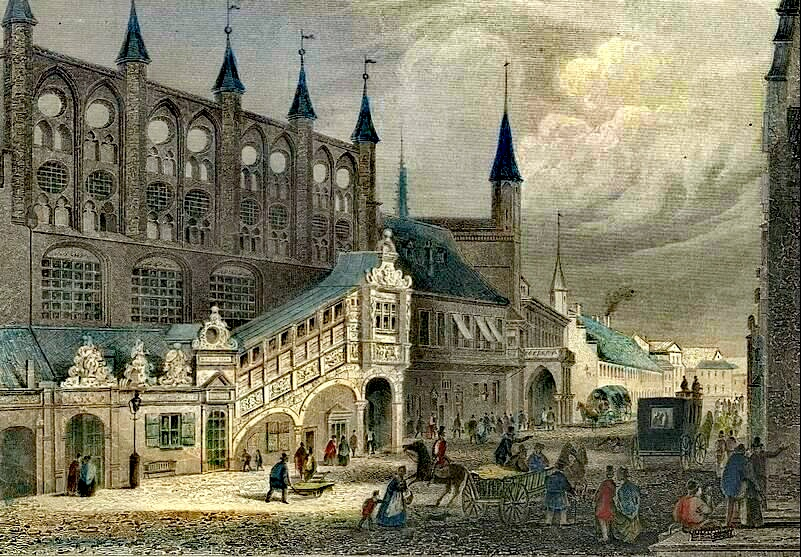
Breite Straße vom Neuen Gemach bis zur Kanzlei: Treppe mit Anbauten, Langes Haus mit durchgehender Erdgeschosswand, Stahlstich von Johann Poppel nach G. M. Kurz, 1848
Breite Straße 1910 mit als Ehrenwache während einer Senatssitzung abgestellten Doppelposten des Lübecker Regiments in der noch den Senatsbalkon tragenden Laube vor dem Haupteingang

### 19. Jahrhundert bis 1913
Der Hansesaal ging 1818 verloren, indem man ihn durch Büroräume ersetzte. Ähnlich erging es 1829 dem Löwensaal. Dabei wurden die Fenster an der Marktseite des Langen Hauses stark verkleinert.
Durch den Bau des Bürgerschaftssaals verschwand der Börsensaal.
Bei der historistischen Renovierung des Gebäudekomplexes in den 1880er Jahren wurde ein Teil rückgängig gemacht, aber leider ging dabei auch originale mittelalterliche Bausubstanz verloren.
Mehrere Innenräume sind seither von der Neugotik geprägt. Bei dieser Renovierung wurde die baufällige Renaissancetreppe durch eine Nachbildung ersetzt. Die bis dahin nur zum Markt offene Halle unter dem Langen Haus wurde leergeräumt zur Breiten Straße hin geöffnet, indem man ihre Ostwand in eine Arkade umwandelte. Durch Verblendung mit neuen Klinkern (Hauptgebäude und Langes Haus zur Breiten Straße) oder vollständigen Ersatz (Nordwand) haben einige Fassaden ein schematischeres Aussehen bekommen.

### 20. Jahrhundert
Die Kriegsstube wurde im März 1942 beim ersten schweren Luftangriff auf Lübeck zerstört und ist heute kein Repräsentationsraum mehr. Am Langen Haus, eigentlich von den Bombenschäden am wenigsten betroffen, wurden bei der Restaurierung 1953 die neugotischen Ziergiebel zur Breiten Straße entfernt.

## Innenarchitektur

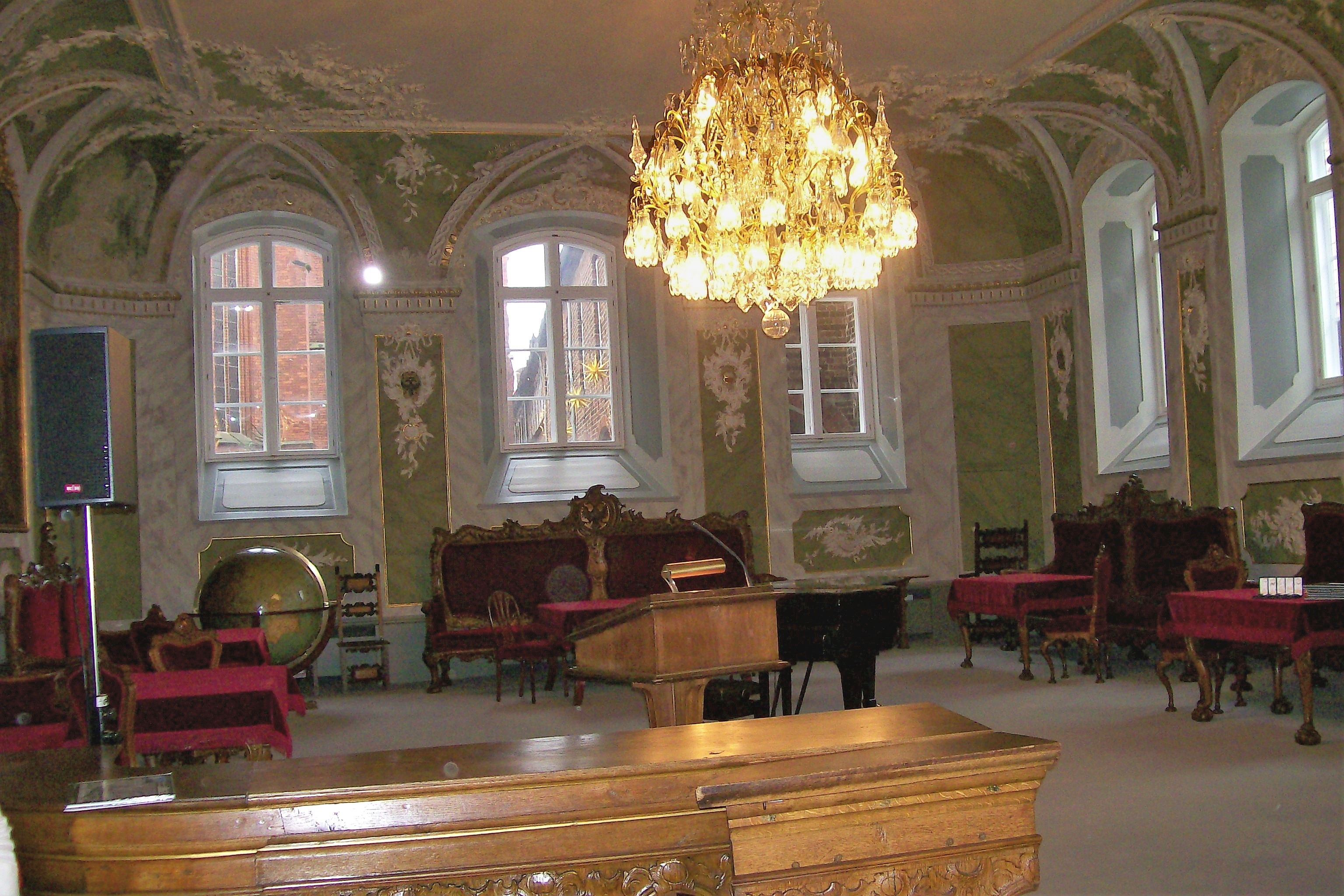
Audienzsaal, Möblierung von 1891

Gleich hinter der Eingangstür befinden sich das im 19. Jahrhundert geschaffene riesige Foyer und ein Treppenaufgang, in dem zahlreiche Bilder hängen, die Szenen aus der Stadtgründung zum Thema haben. Rechts befindet sich das Renaissanceportal, das 1574 von Tönnies Evers dem Älteren angefertigt wurde und das in den Rats- und Audienzsaal führt. Der Saal war traditionell der Gerichtssaal des Rates, in dem dieser als Obergericht tagte. Die Beteiligten an diesen Verfahren wurden die Themen der Darstellungen auf den Türen und durch Spruchweisheiten an ihren Pflichtenkreis im Gericht erinnert. Die Supraporte der Tür zeigt das Urteil Salomons, darunter wird auf die Liebe und die Gerechtigkeit verwiesen. Von den Sinnsprüchen im Inneren und an der Außenseite des Saals entstammt einer dem 1. Korintherbrief, alle übrigen einem 1539 erschienenen niederdeutschen Glossar des Buchdruckers Ludwig Dietz zu dem Fabel-Epos Reynke de vos (aus dem 13. Jahrhundert):

„Beide Part schal ein Richter horen und den ordel.“

„Snelle to horen arfst langsam to ge lofen.“

„Na Ummestendicheit der Sake schal men alle Worde vor stan.“

„Wo hart is de Rechtferdicheit gefangen wo hoch deit Ungerchdicheit prangen.“

„De Leve is langkmodich unde frundtlick se is nicht afgünstich.“

Außen heißt es um das Portal und Christus als Richter:

„Van den Wisen hort men Wisheit unde van den Getruwende gude Rat.“

„Der Werlt Wisheit id bedrechlick unde vorfort Lande unde Lude.“

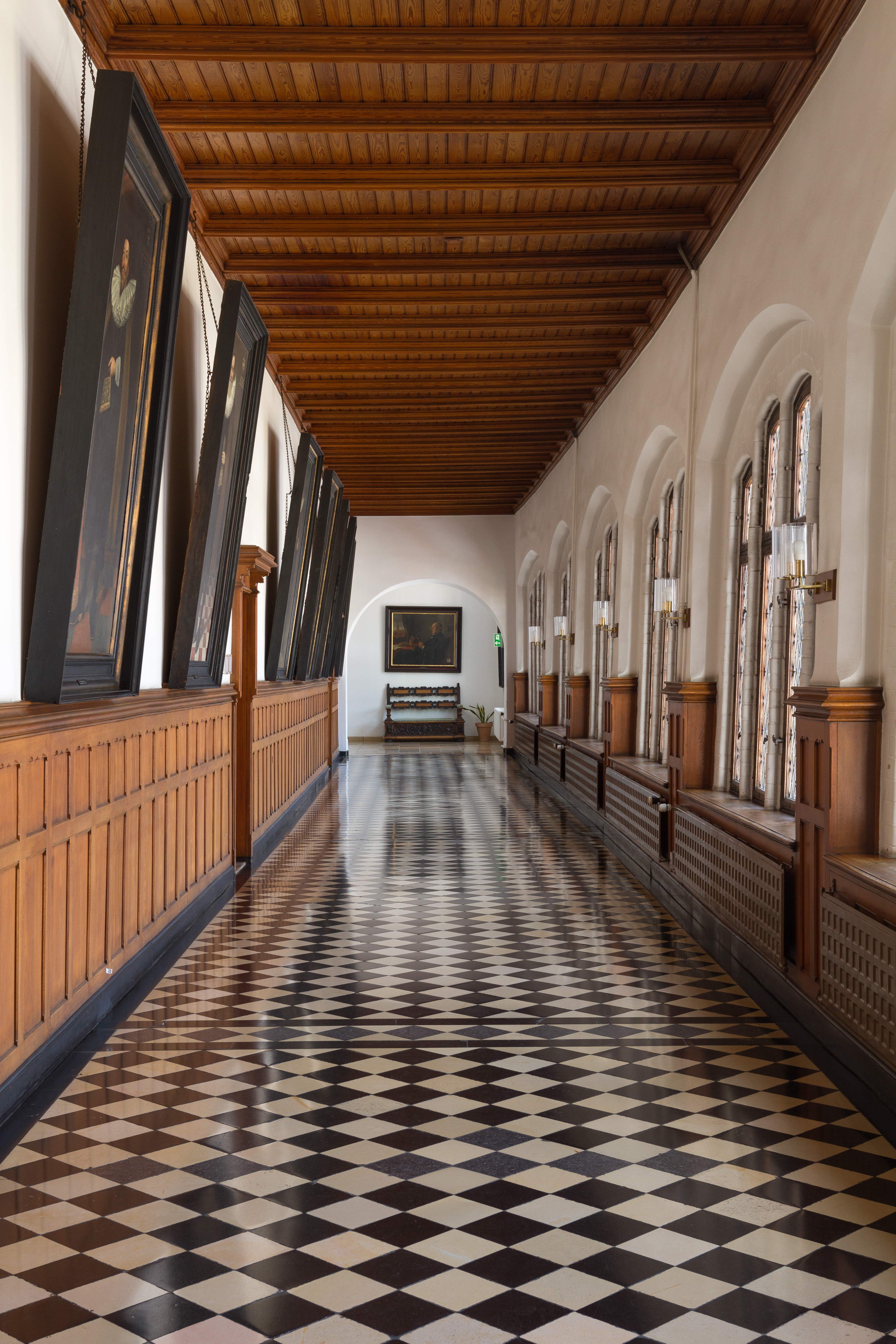
Verbindungsgang im Langen Haus, entstanden 1829 mit der Aufteilung des gotischen Löwensaals

An der Ausstattung dieses Saals erkennt man den Übergang zwischen Spätbarock und Rokoko. An den Wänden befinden sich zehn allegorische Gemälde von Stefano Torelli, die dieser zwischen 1754 und 1761 anfertigte. Sie stellen die Tugenden einer guten Regierung dar, die alle bis auf eine als Frauengestalten dargestellt wurden. Nur bei der Tugend der Verschwiegenheit war nach der Vorstellungswelt zu damaliger Zeit die weibliche Verkörperung der Tugend nicht denkbar. Die Gemälde befinden sich in Stuckrahmen und prägen den Saal im Stil des Rokoko.

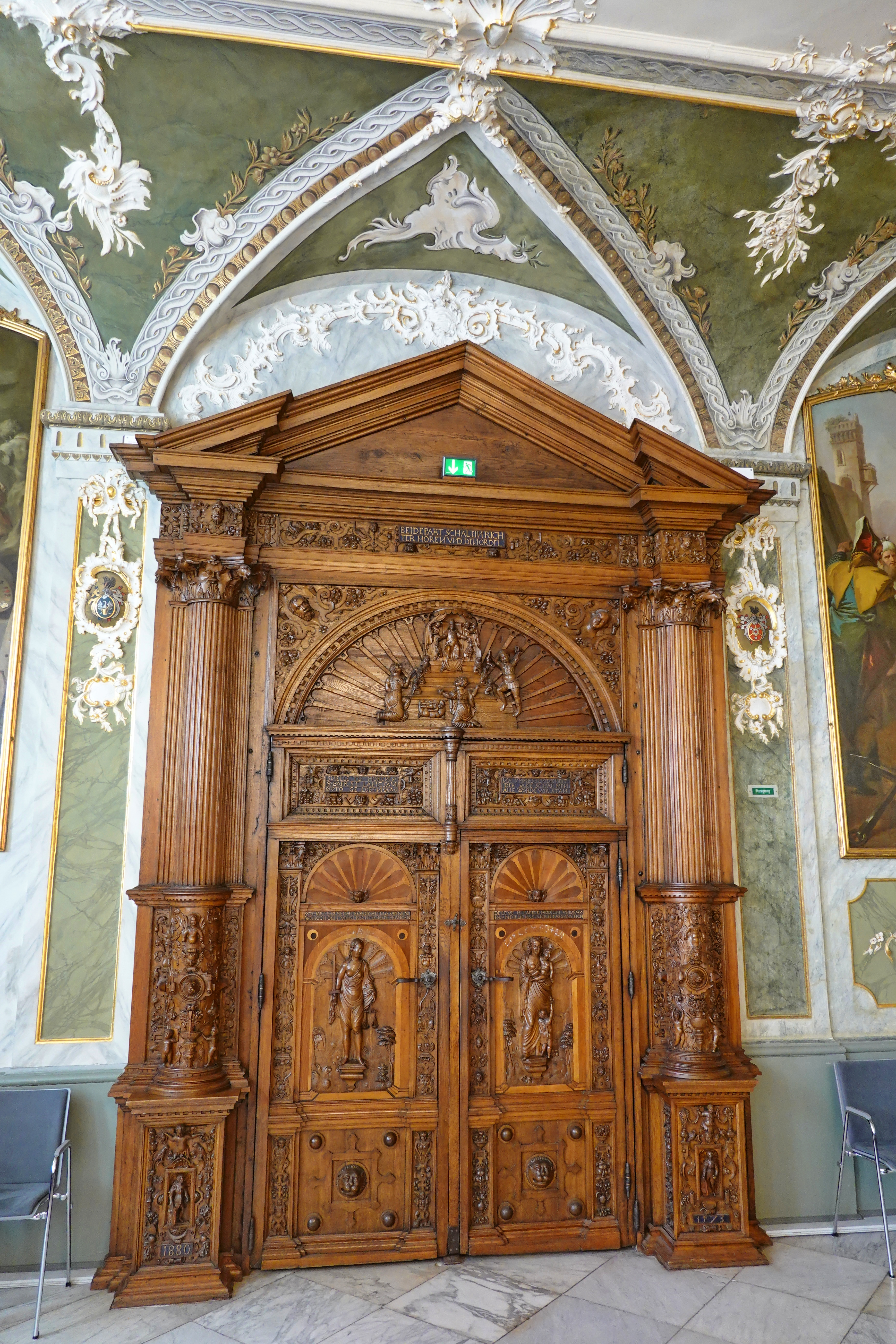
Renaissanceportal von Tönnies Evers dem Älteren.
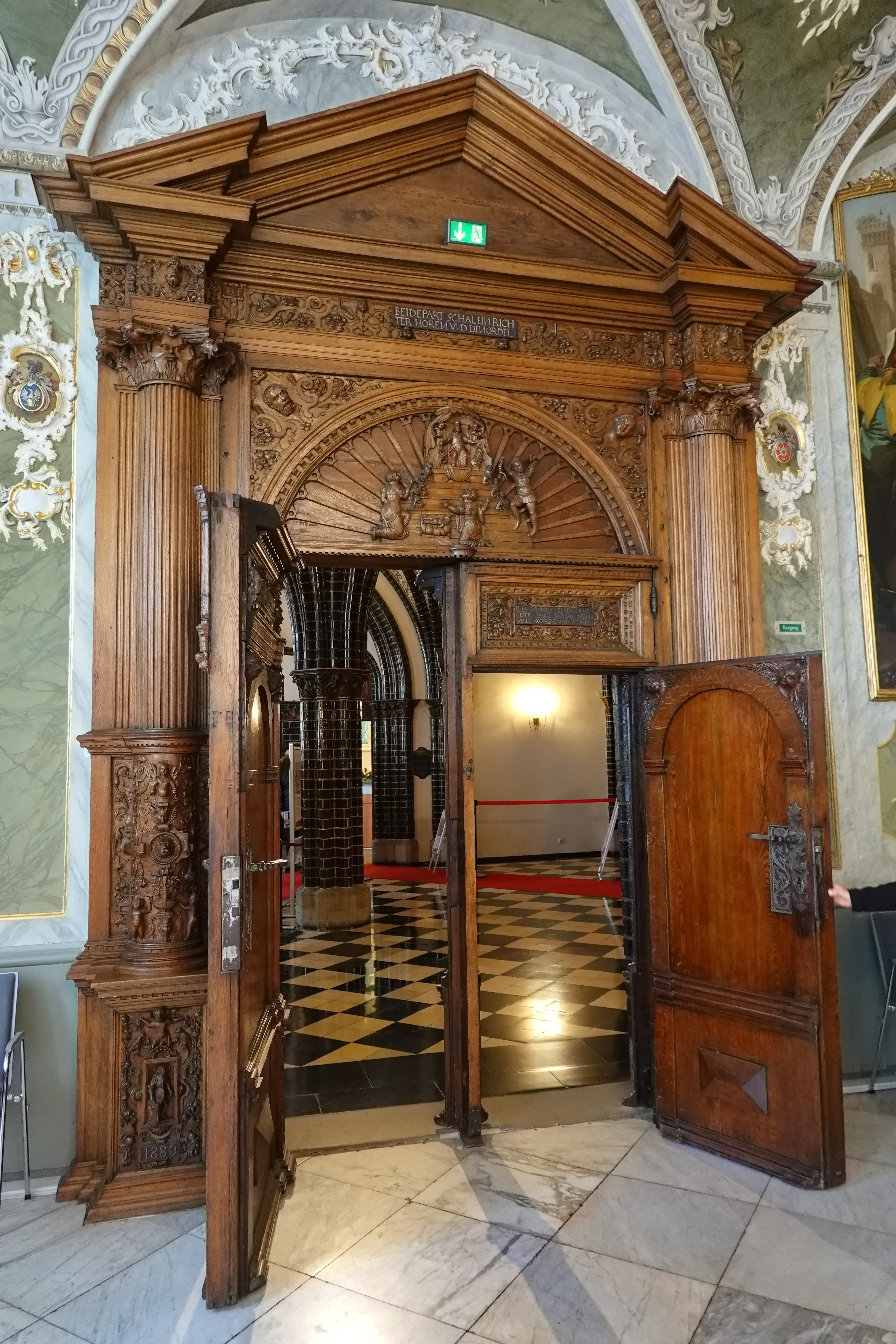
Eine Besonderheit des Portals zum Audienzsaal ist, dass die rechte Tür höher als die linke ist.
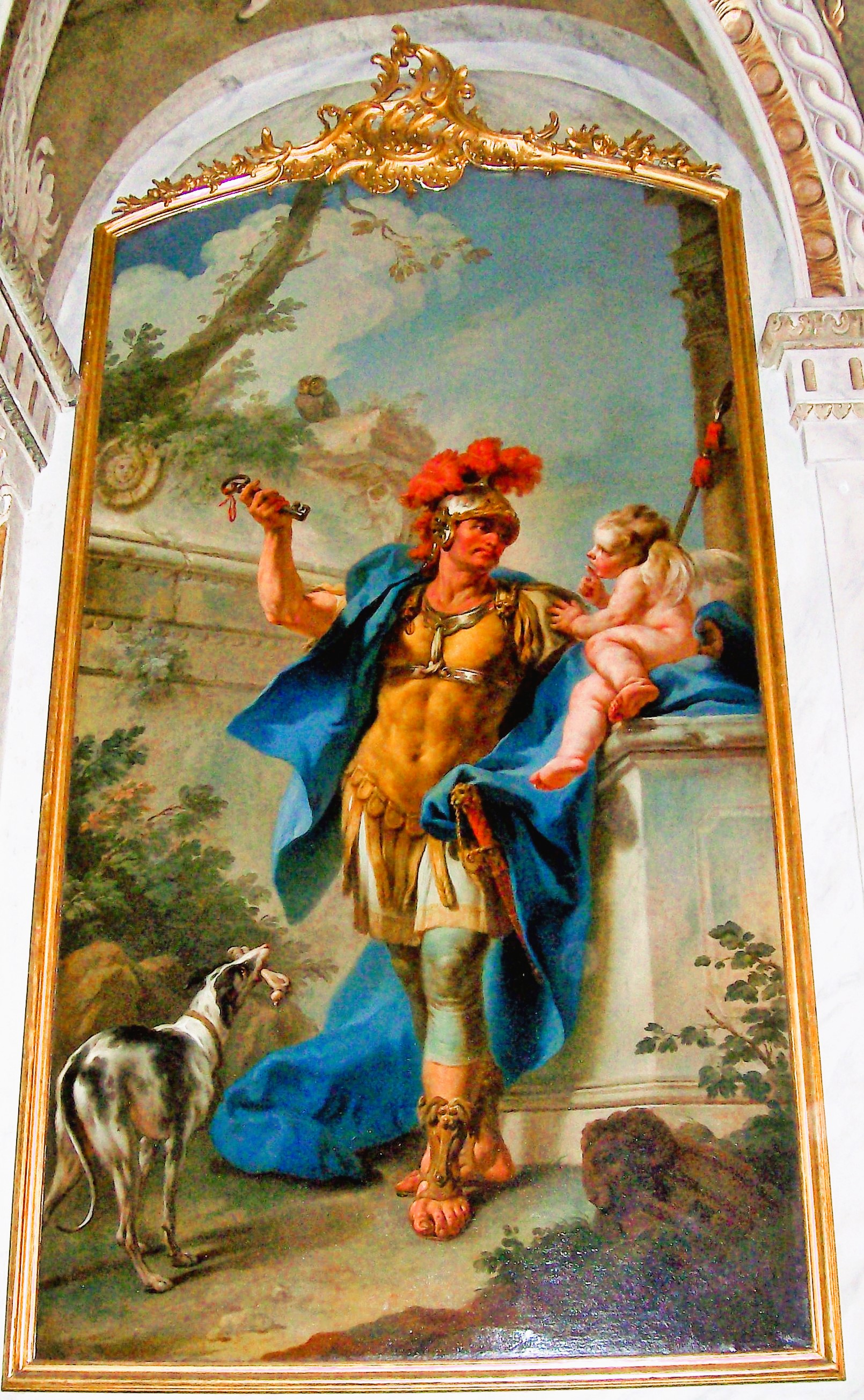
Stefano Torelli: Tugend der Verschwiegenheit, dargestellt als römischer Krieger
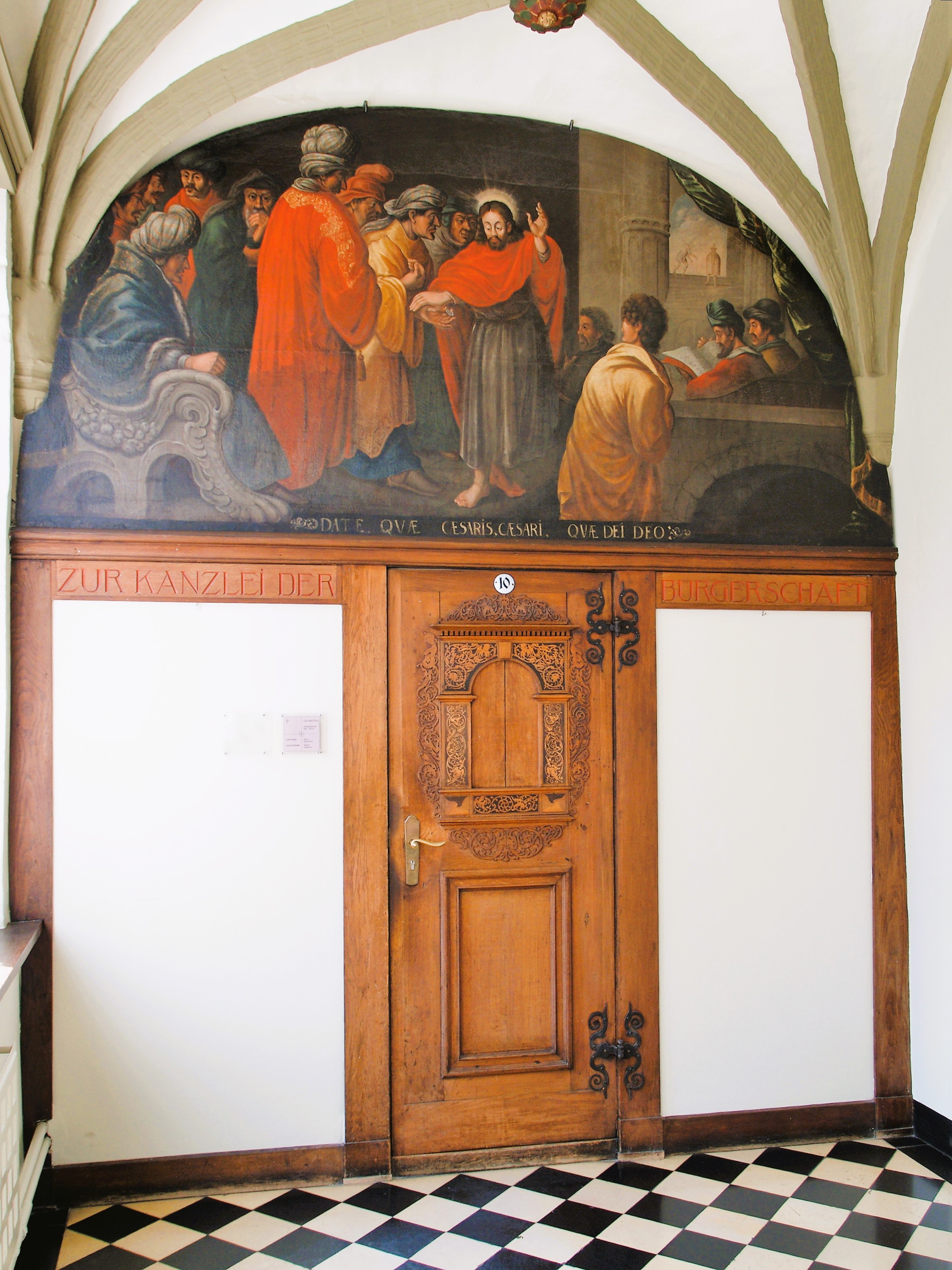
gebt dem Kaiser, was des Kaisers ist!

Im Geschoss darüber erstreckte sich seit 1350 von der Schildmauer bis zur prächtigen Nordwand der Hansesaal, der die Tagungsstätte des gleichnamigen Städtebundes war. Diese Halle wurde 1818 durch Verwaltungsräume ersetzt, die bis heute erhalten sind.

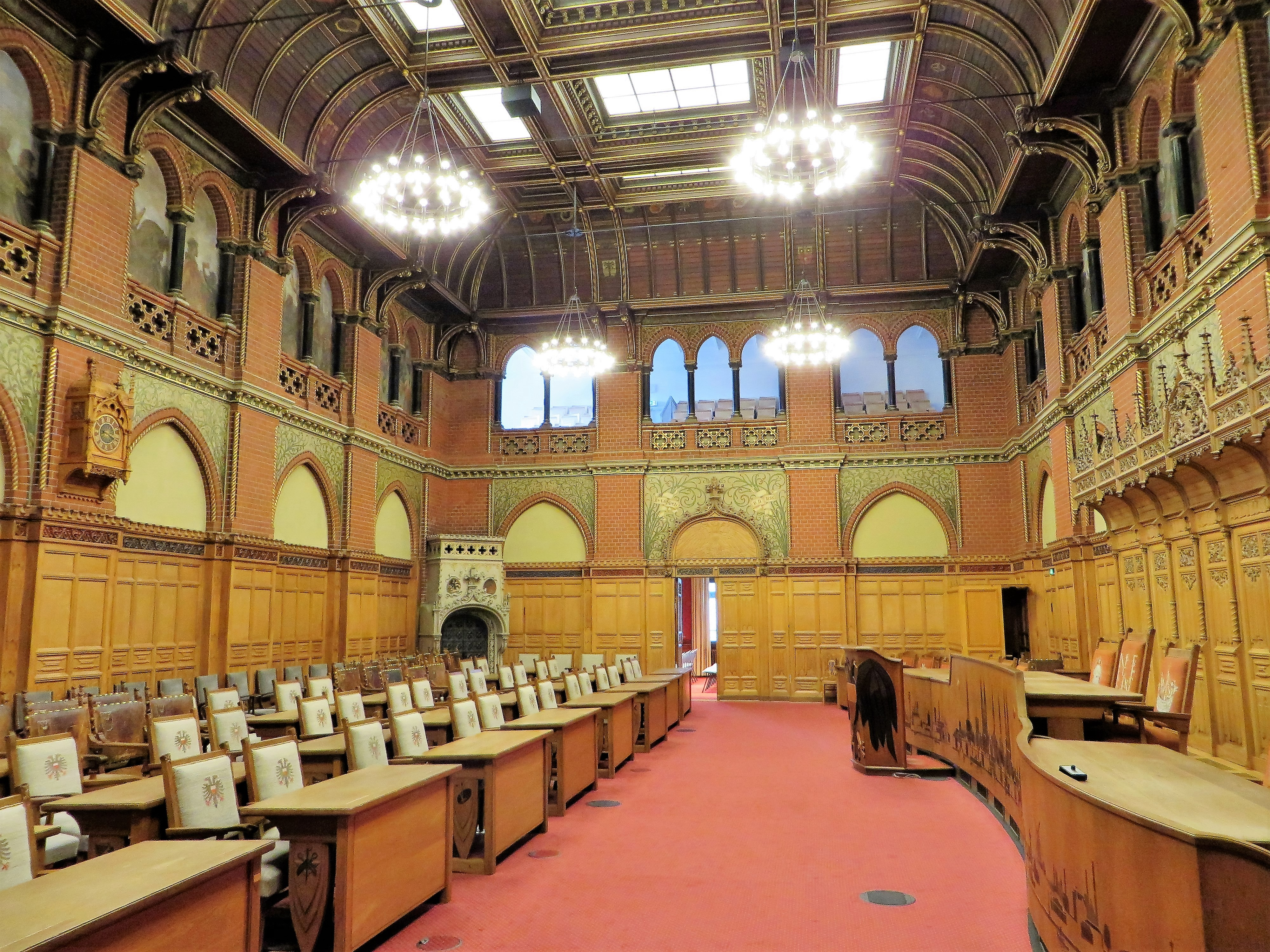
Der neugotische Bürgerschaftssaal

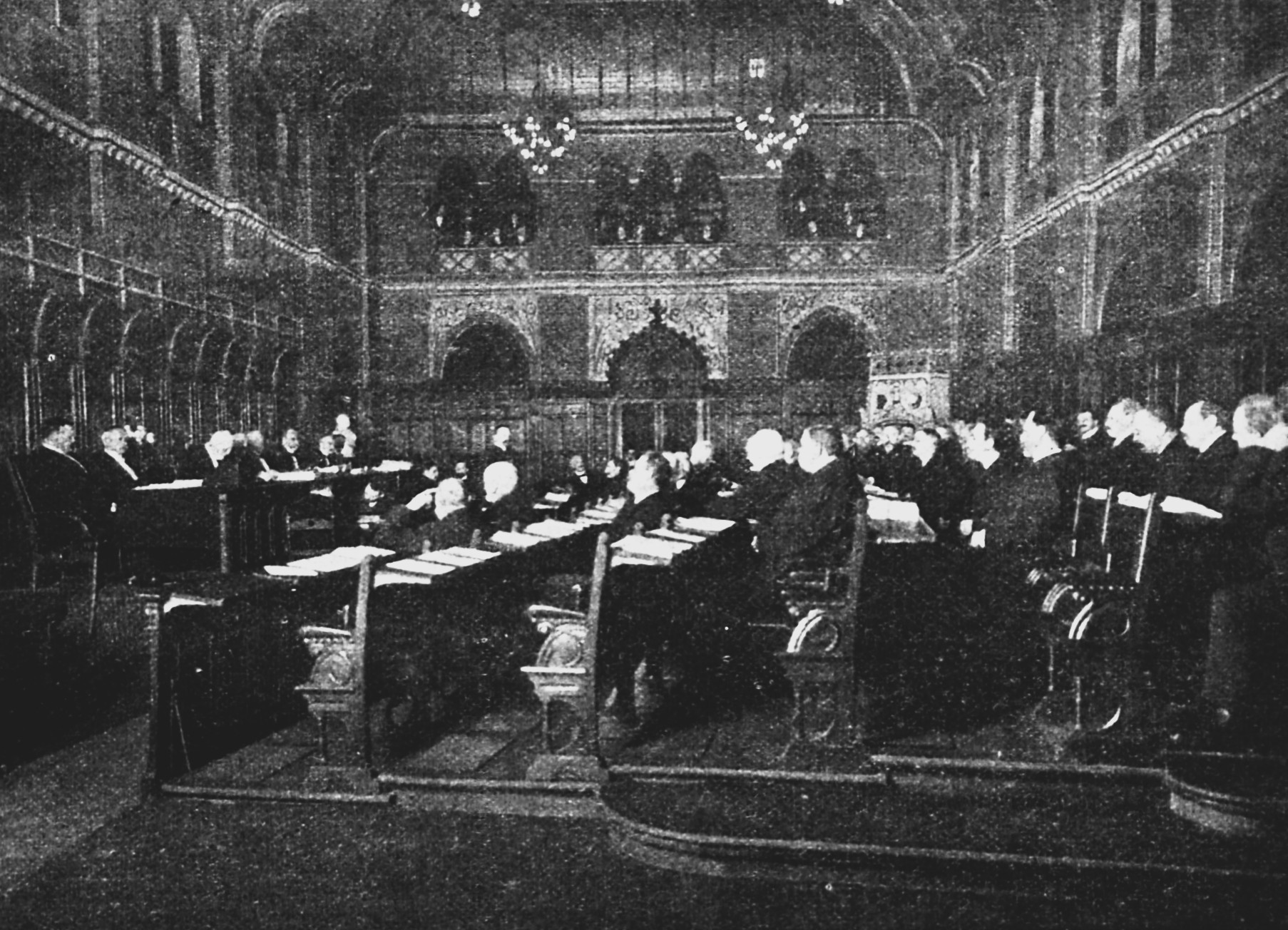
Bei Sitzungen saßen auf den erhöhten Sitzen die Kommissare des Senats und die Wortführer (1909)

Im westlichen Trakt befindet sich der Bürgerschaftssaal, der 1891 im Zuge größerer Umbauarbeiten im neugotischen Stil errichtet wurde. Auf den Fluren befinden sich Gemälde ehemaliger Bürgermeister und Ratsherren. Die Porträts der Bürgermeister Thomas von Wickede und Gotthard von Höveln werden dem Lübecker Maler der Renaissance Hans Kemmer zugeschrieben. Die historistischen Wandmalereien wurden von dem Berliner Maler Max Friedrich Koch im Zuge der Umbauten 1891 bis 1894 angebracht.
Die von Tönnies Evers dem Jüngeren geschaffene Vertäfelung der Kriegsstube gehörte zu den Hauptwerken der Spätrenaissance in Lübeck und verlieh dem Festraum einen besonderen Glanz. Der Saal, in dessen vier Wänden sich, eingeleitet von einem prunkvollen Portal an der nördlichen Schmalseite, Vertäfelungsblöcke über einer gleichfalls umlaufenden, mit Intarsienfeldern geschmückten Bank herumzogen, barg die älteste Ausstattung, die im Rathaus von den einstigen Prunkräumen und Sälen verblieben war.
Im Obergeschoss des Renaissanceflügels befindet sich in einer Nische eine Statue von Gustav I. Wasa. Sie wurde von Anders Zorn als eine Miniaturfassung seiner Statue in Mora geschaffen und am 16. Juni 1920 als Geschenk der schwedischen Regierung zur Erinnerung an den Aufenthalt Gustav Wasas in Lübeck 1519 aufgestellt.

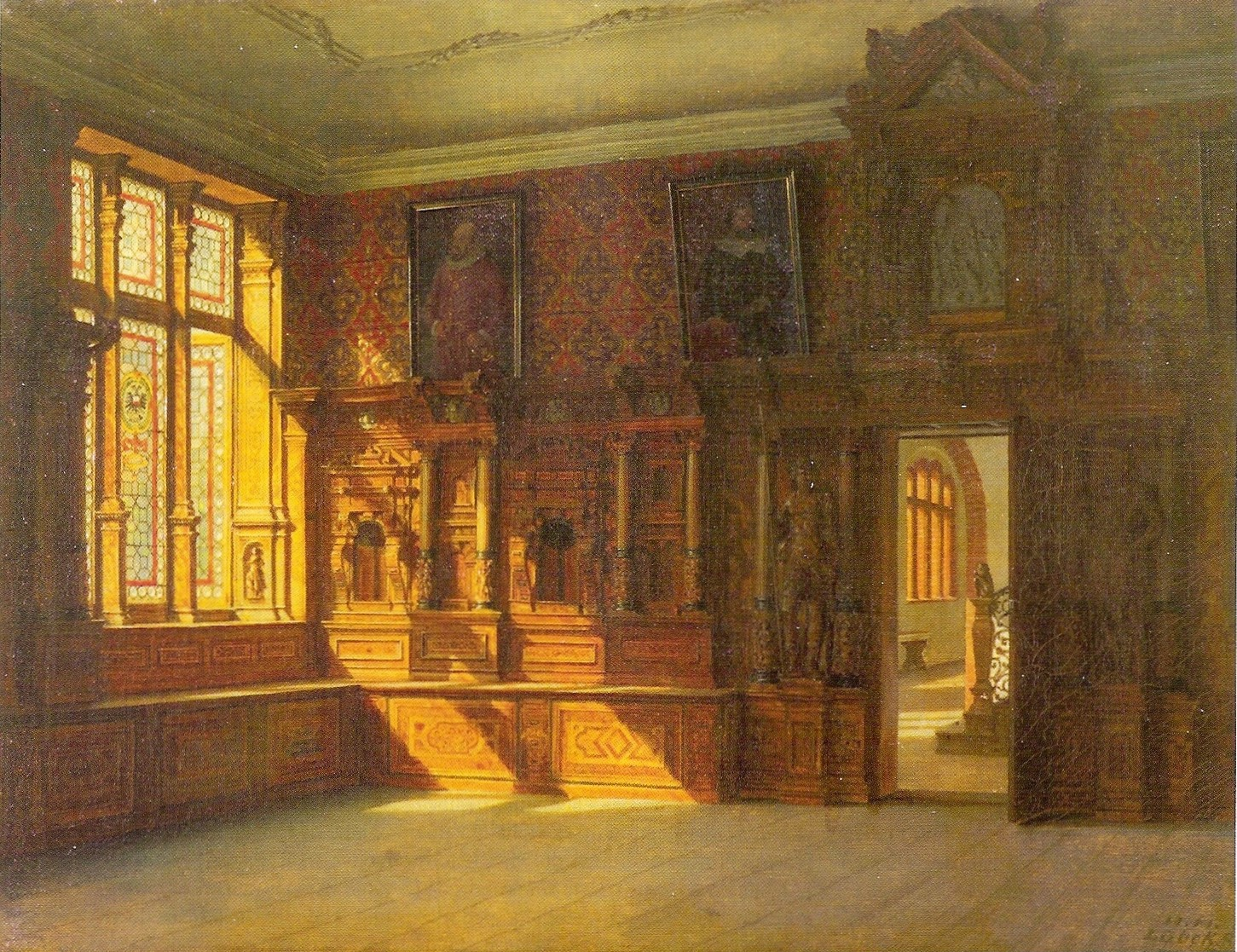
Kriegsstube nach NW, Gemälde von Heinrich Hansen, 1881
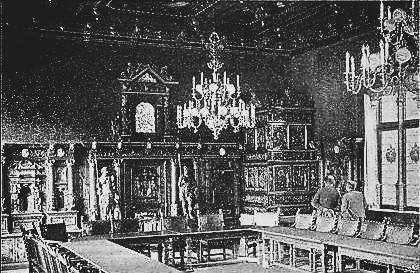
Kriegsstube nach Nordosten,[2] Postkarte, versandt 1901
Kriegsstube nach Südosten, 1909
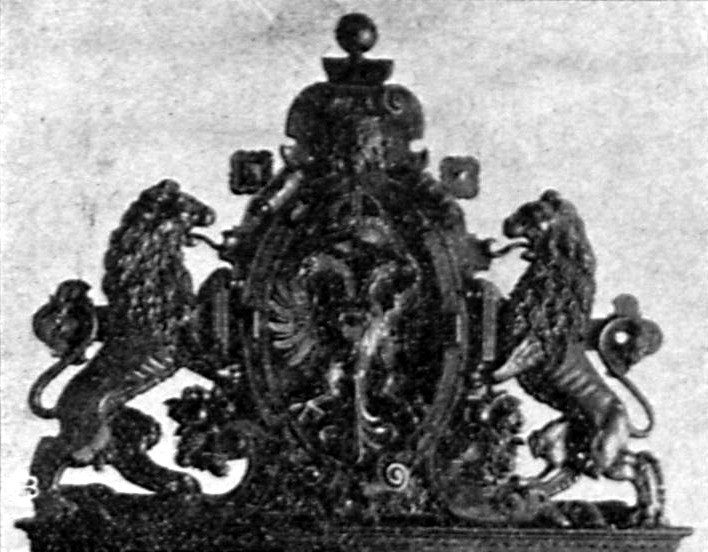
Holzgeschnitztes Stadtwappen über dem Eingang zur Kriegsstube

## Funktionen

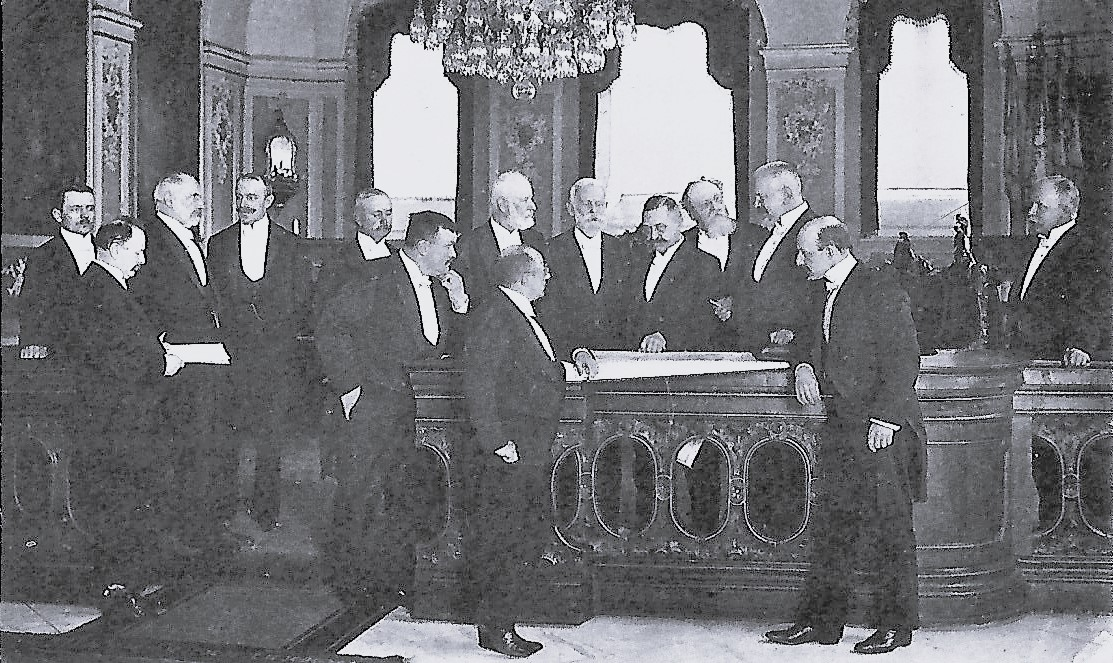
Vor Beginn einer Senatssitzung, vor 1914

Im Rathaus tagte der Rat der Hansestadt auch als Gericht: Der Oberhof Lübeck war bis 1820 Appellationsgericht für Entscheidungen aus anderen Städten, die dem Lübschen Rechtskreis angehörten.
Das Rathaus ist bis heute Sitz des Bürgermeisters und Versammlungsort der Bürgerschaft. Der Haupteingang ist nicht am Markt, sondern in der Breiten Straße. Der Ratskeller ist an den Kellermeister verpachtet und hat seinen Eingang auf der Marktseite unter der Renaissancelaube.
Zum erweiterten Komplex des Rathauses gehört auch das nördlich an der Breiten Straße gelegene Kanzleigebäude im Stil der Backsteinrenaissance.

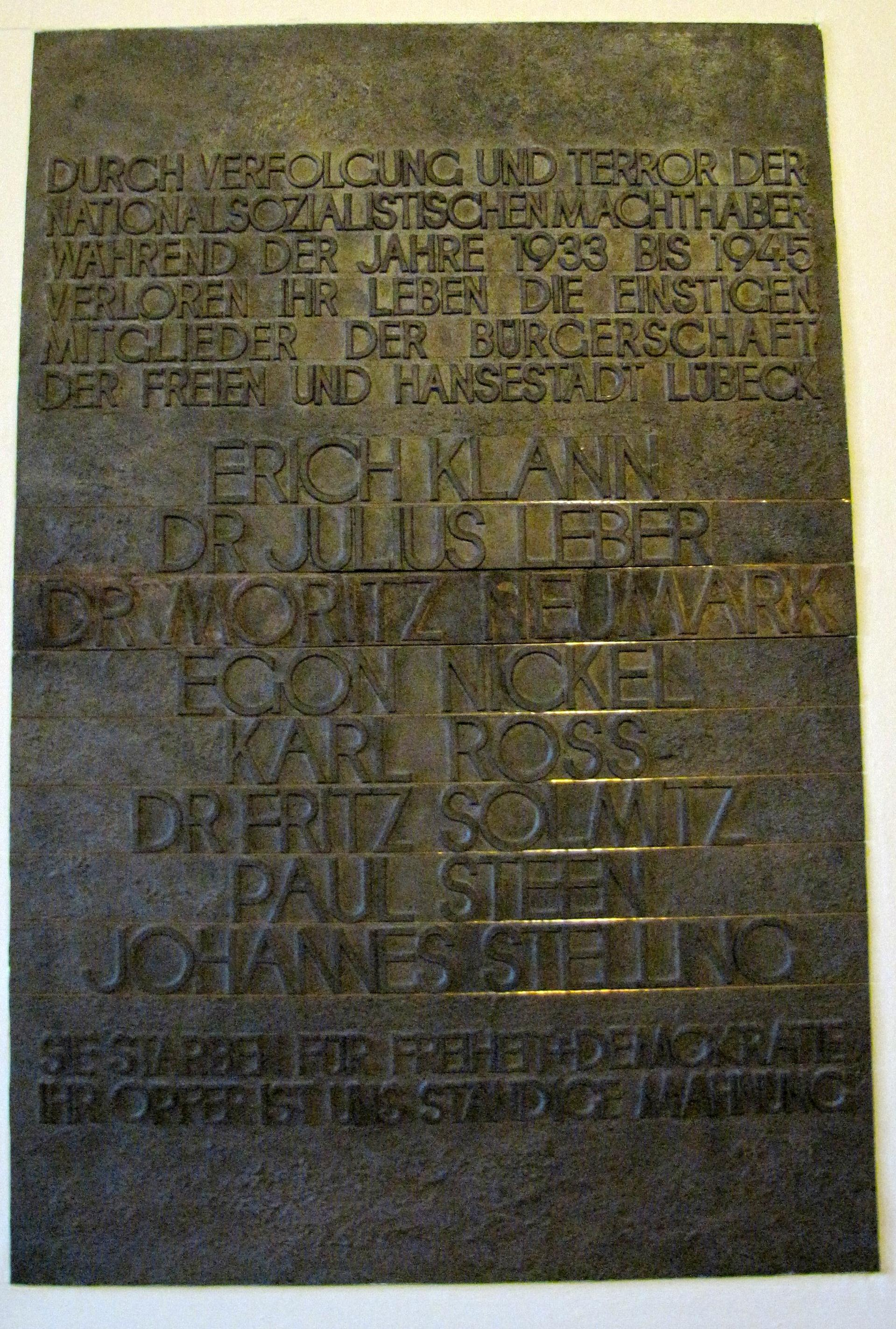
Gedenktafel für von den Nazis ermordete Ratsmitglieder

## Besonderheiten
Die runden Löcher in den Ziermauern der Fassade zum Markt hin haben den Zweck, den Wind zu brechen und die Fassade vor zu starkem Winddruck zu schützen. Die kleineren runden Löcher zur Marienkirche hin dienen nur der Zierde. Die Türen zum Audienzsaal im Erdgeschoss, dem ehemaligen Saal des Obergerichts,  sind verschieden hoch. Freigesprochene Angeklagte durften das Gericht durch die hohe Tür verlassen. Verurteilte Angeklagte durften dem Gericht nicht den Rücken zukehren und mussten durch die niedrige Tür rückwärts gehen und dabei den Kopf senken.

## Gedenktafel
Für die Bürgerschaftsmitglieder Erich Klann (KPD), Julius Leber (SPD), Moritz Neumark (DDP, DVP, HVB), Egon Nickel (KPD), Karl Ross (KPD), Paul Steen (KPD) und Johannes Stelling (SPD), die Opfer des Nationalsozialismus wurden, hängt eine bronzene Erinnerungstafel als Mahnmal am Eingang des Bürgerschaftssaales.